# Anacharis
Anacharis är ett släkte av steklar som beskrevs av Johan Wilhelm Dalman 1823. Anacharis ingår i familjen glattsteklar.
Kladogram enligt Dyntaxa:
| Anacharis | \| \| Anacharis eucharioides \| \| \| \| \| \| Anacharis immunis \| \| \| \| |
|           | \| \| Anacharis eucharioides \| \| \| \| \| \| Anacharis immunis \| \| \| \| |
|           | Anacharis eucharioides                                                       |
|           |                                                                              |
|           | Anacharis immunis                                                            |
|           |                                                                              |

## Bildgalleri

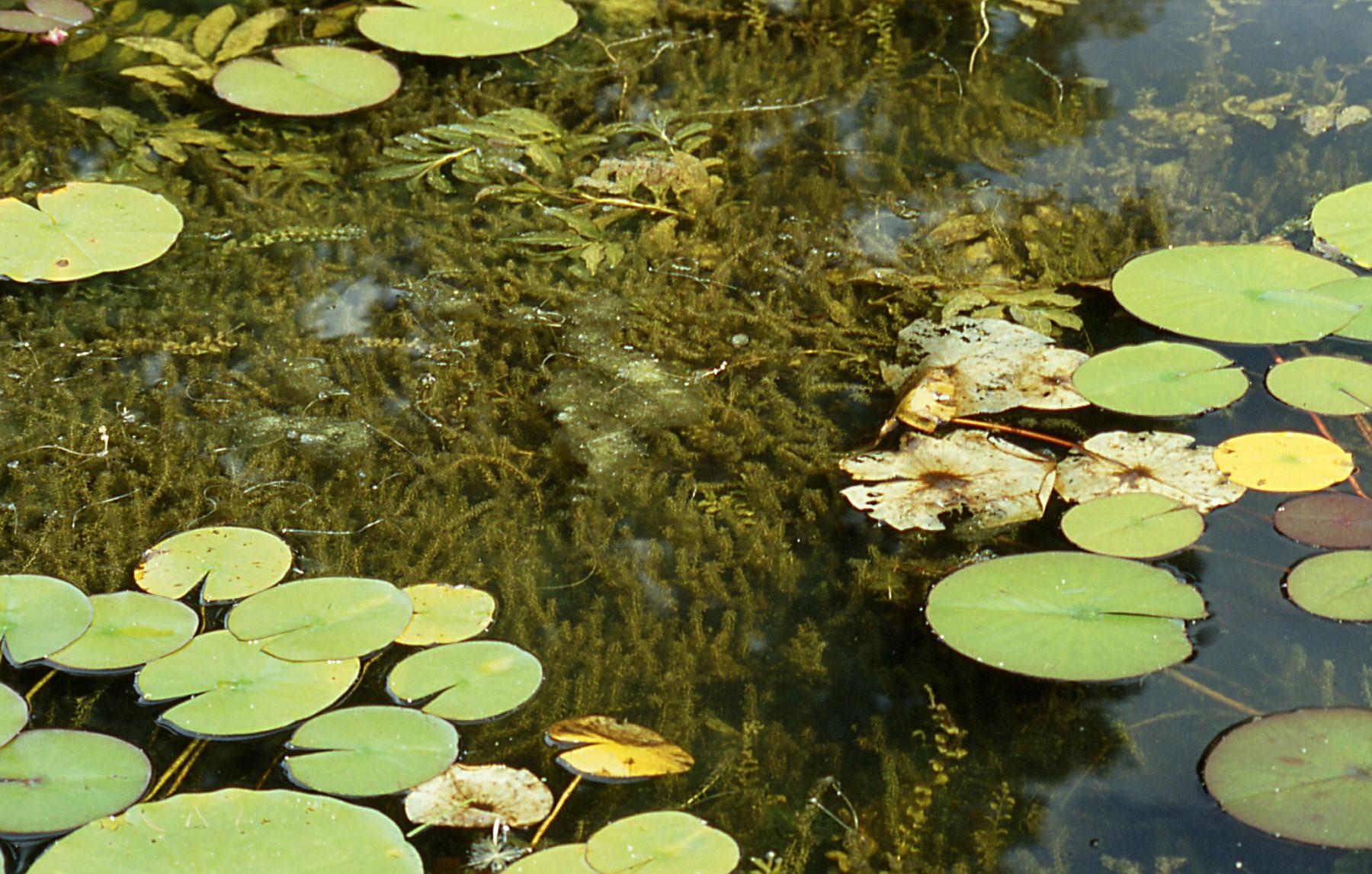
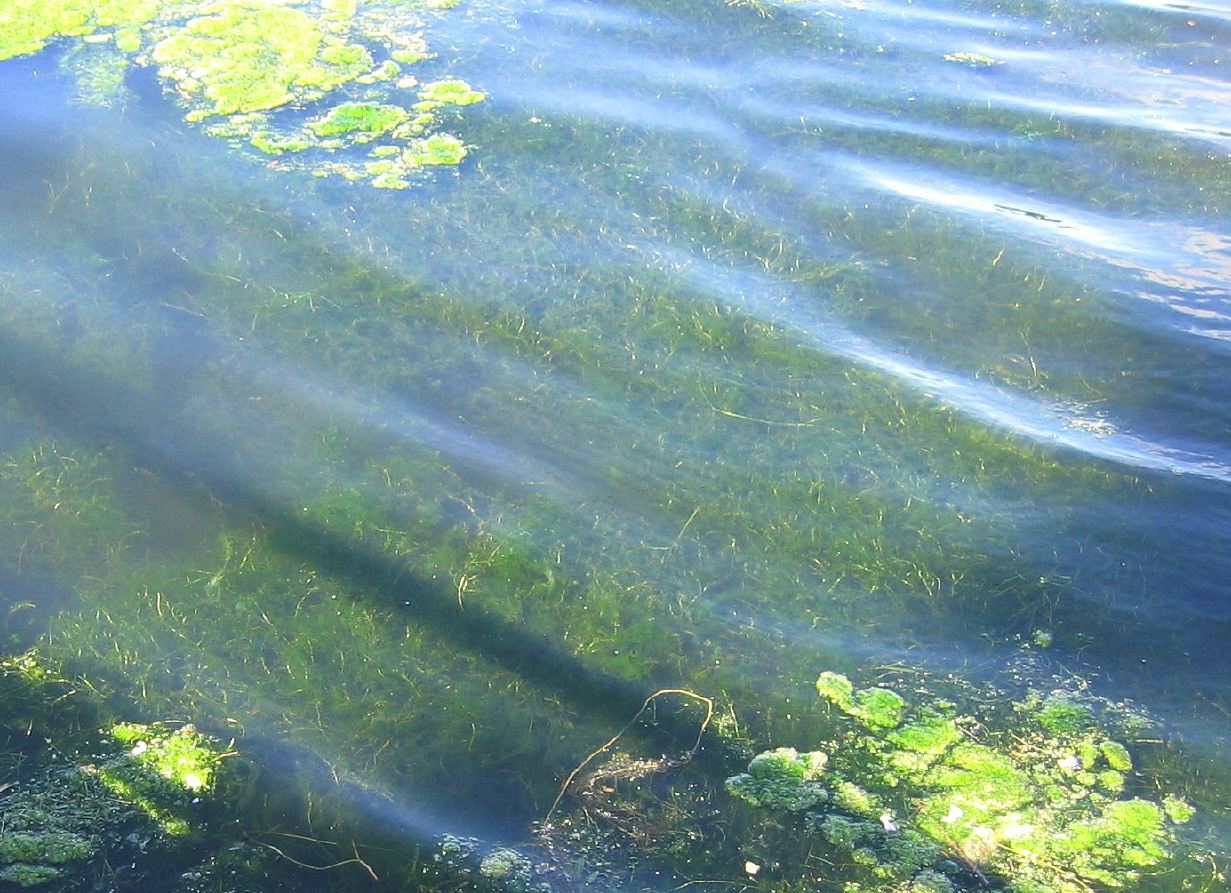
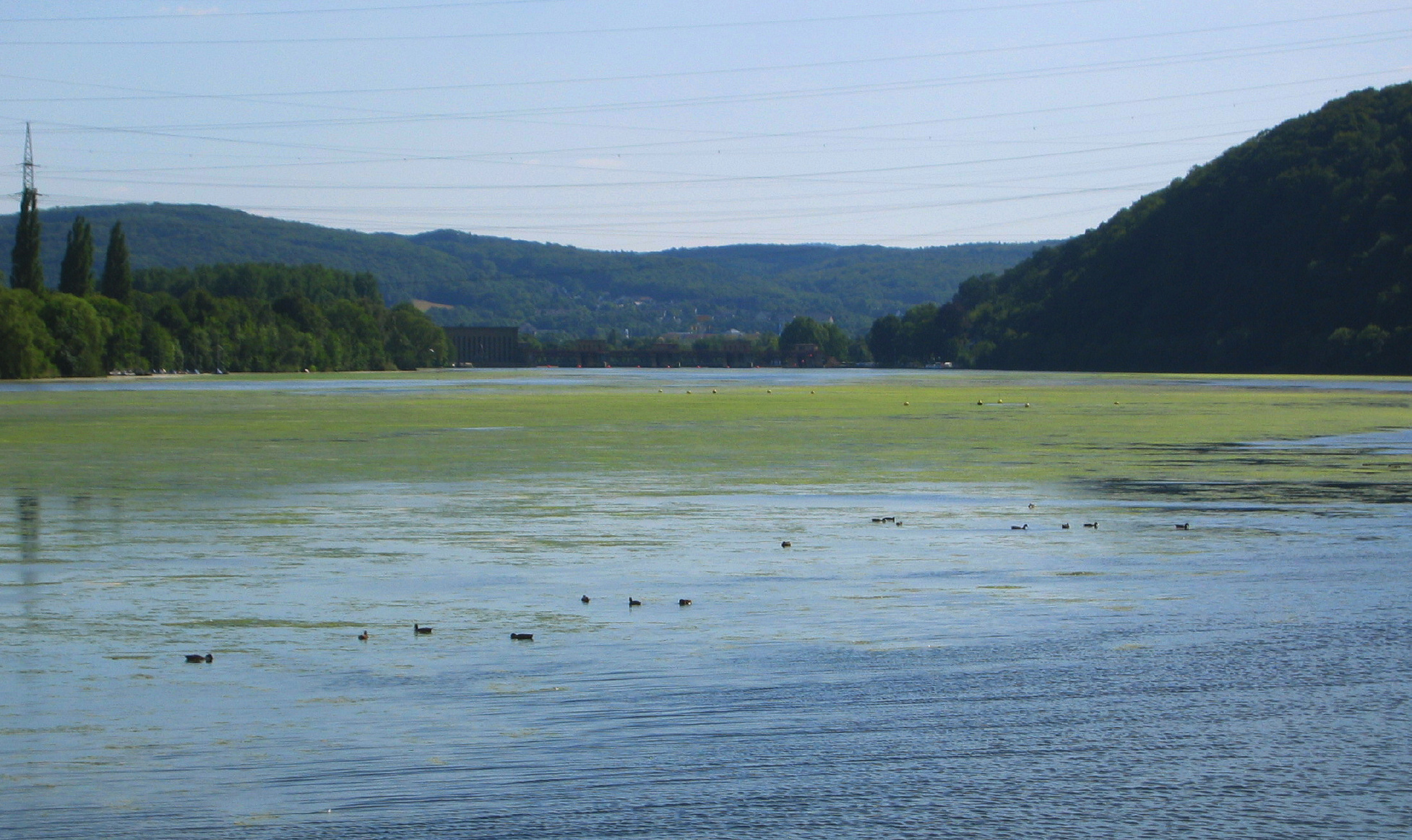
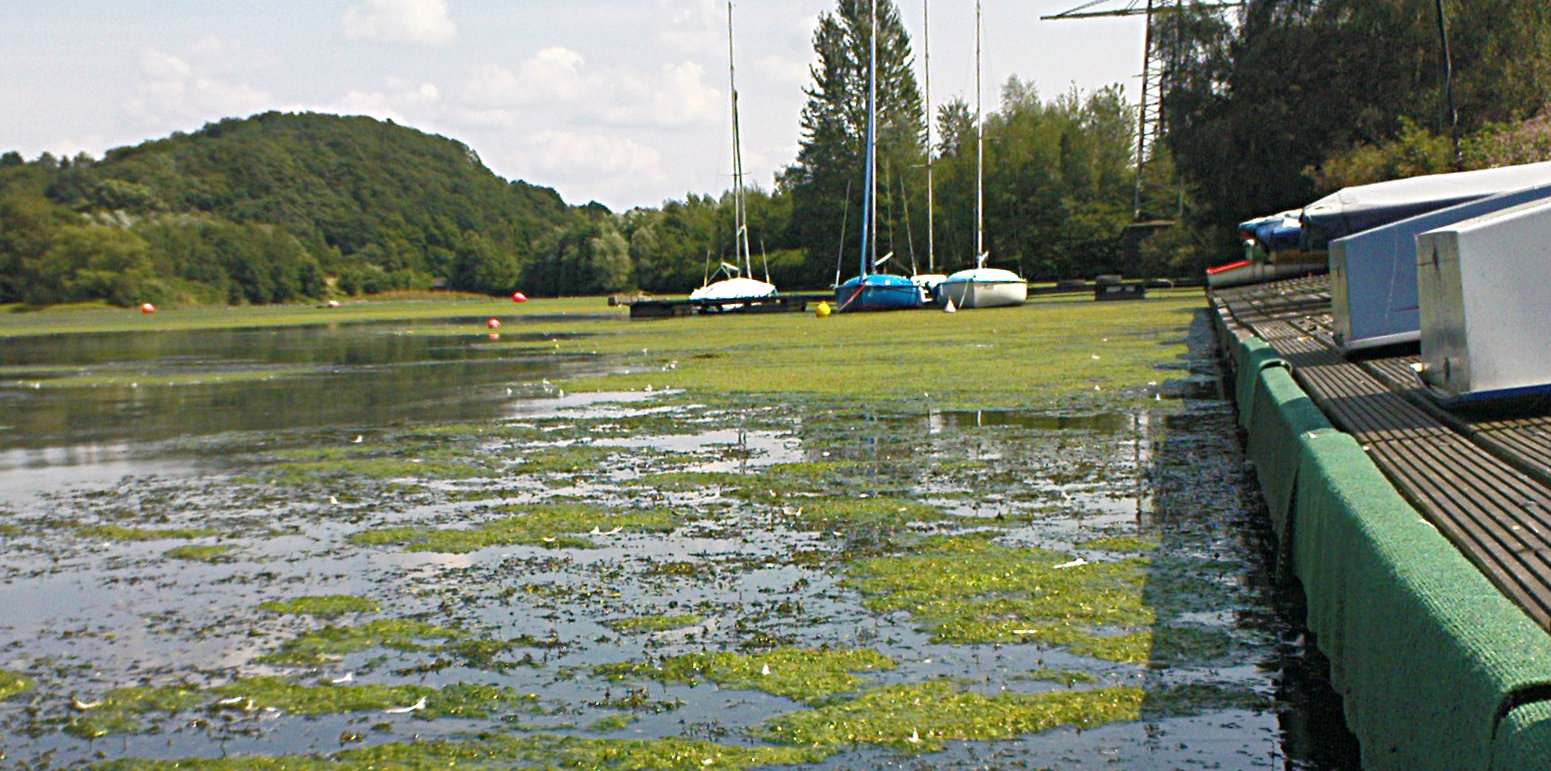